# Hvilling
Hvillingen (Merlangius merlangus) er benfisk i torskefamilien. Den findes fra det vestlige Middelhav til Nordnorge og Island. Den træffes i alle indre danske farvande og den vestlige Østersø.

## Udseende
Hvillingen har et tydeligt overbid med spidse, tynde tænder og kendes bedst på en sort plet ved roden af brystfinnen og manglen på skægtråd. Hvillingen kan omkring Island blive op til 70 centimeter lang og veje op til tre kilo. I Nordsøen bliver den sjældent større end 40-45 centimeter.

## Levevis
Hvillingen lever en stor del af sit liv mere eller mindre pelagisk. Den træffes i dybder ned til 200 meter og færdes ofte i småstimer nær kysten.
Hvillingen lever i sit første leveår især af krebsdyr, fx hesterejer og pungrejer. Med alderen udgør fisk en større og større del af føden. Ældre hvillinger tager både tobis, sperling og sild.